# Irmgard Kootes
Irmgard Kootes (* 11. September 1943 in Wilhelmshaven) ist eine deutsche Schauspielerin bei Bühne und Fernsehen.

## Leben und Wirken
Kootes erhielt ihre künstlerische Ausbildung in den frühen 1960er Jahren an der Folkwangschule in Essen und gab in dieser Stadt auch ihren Einstand am Theater. Weitere Bühnenverpflichtungen führten die Blondine nach Bielefeld, Celle, wo man sie am Schloßtheater u. a. in Heinrich Manns Das Strumpfband (Dezember 1965) sah, und Hamburg. Hier landete Kootes einen ersten größeren Erfolg in dem Musical Heimweh nach St. Pauli, in dem sie auch ihr gesangliches Talent unter Beweis stellen konnte. Mit dem Western-Musical Prairie-Saloon ging sie an Freddy Quinns Seite 1968 auf Tournee. Anschließend, in den frühen 1970er Jahren, folgte sie einem Ruf an die Städtischen Bühnen von Frankfurt am Main.
Seit 1967 wurde Irmgard Kootes auch für eine Reihe von Fernsehspielen und als Gast in Serien wie Stahlnetz, Stewardessen, Alle Hunde lieben Theobald und Detektivbüro Roth verpflichtet. Dort verkörperte sie attraktive junge Damen, ohne allerdings größeren Eindruck zu hinterlassen. 1968 wirkte Kootes auch in der niederländischen Serie De Glazen  Stad (Die gläserne Stadt) mit. Irmgard Kootes hat auch für den Schulfunk des NDR gearbeitet. Seit Mitte der 1980er Jahre verliert sich ihre Spur.

## Filmografie
- 1967: Im Flamingo-Club
- 1967: Ein Fall für Titus Bunge
- 1968: Stahlnetz: Ein Toter zuviel
- 1968: ’S Wiesenhendl
- 1969: Alle Hunde lieben Theobald
- 1969: Der ewige Gatte
- 1969: Stewardessen
- 1970: Die Kriminalnovelle
- 1970: Die Journalistin
- 1973: Die Reise nach Mallorca
- 1974: Madame Pompadour
- 1977: Café Hungaria
- 1982: St. Pauli-Landungsbrücken
- 1986: Detektivbüro Roth